# Loch Borve
Loch Borve (gälisch: Loch Bhuirgh) ist eine Meeresbucht an der Südküste der schottischen Hebrideninsel Berneray. Sie liegt am Berneray-Sund, einer schmalen Wasserstraße zwischen den Inseln Berneray im Norden und North Uist im Süden. Wenige hundert Meter nordöstlich liegt die Siedlung Borve vor dem Borve Hill. Loch Borve schneidet etwa 600 m tief in nordwestlicher Richtung in die Insel ein und weist eine maximale Breite von etwa 500 m auf. Die Bucht ist sehr flach und zu großen Teilen versandet. Ein kurzer Bach, der Abfluss des Sees Loch Beag Bhuirgh, mündet in Loch Borve.
Wenige hundert Meter östlich der Bucht verlässt der Straßendamm Berneray Causeway die Insel in Richtung North Uist. An der Südostküste von Loch Borve wurden auf einem felsigen Kap Anzeichen für die Überreste eines Duns gefunden. Über diesen ist jedoch nichts weiter bekannt.

## Einzelnachweise

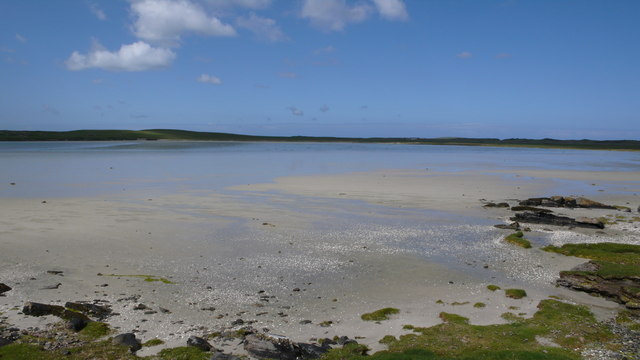
Loch Borve